# نیروهای دموکراتیک سوریه
نیروهای دموکراتیک سوریه (به انگلیسی: The Syrian Democratic Forces، به کردی: Hêzên Sûriya Demokratîk، به عربی: قوات سوریا الدیمقراطیة Quwwāt Sūriyā al-Dīmuqrāṭīya) که به اختصار SDF یا قسد نامیده می‌شود، یک ائتلاف نظامی با محور کردهای سوریه است که توسط آمریکا حمایت می‌شود و به عنوان بازوی نظامی رسمی سازمان اداره خودمختار شمال و شرق سوریه (AANES) عمل می‌کند. SDF متفق و تامین شده توسط ائتلاف بین‌المللی به رهبری ایالات متحده، به نام CJTF-OIR است. این گروه در ۱۸ مهر ۱۳۹۴ تأسیس شد و ادعا می‌کند که مأموریت آن، مبارزه برای ایجاد یک سوریه سکولار، دموکراتیک و فدرال است. ترکیه با SDF مخالف است و ادعا می‌کند که این گروه ارتباط مستقیم با حزب کارگران کردستان (PKK) دارد که آن را به عنوان یک گروه تروریستی می‌شناسد.
نیروهای دموکراتیک سوریه (SDF) که به عنوان یک اتحادیه شورشی در جنگ داخلی سوریه شکل گرفت، عمدتاً متشکل از کردها، عرب‌ها و آشوری‌ها/سریانی‌ها و همچنین برخی نیروهای کوچک ارمنی، ترکمان و چچنی است. این گروه از نظر نظامی توسط یگان‌های مدافع خلق (YPG)، یک شبه‌نظامی کرد که توسط ترکیه و قطر به عنوان یک گروه تروریستی شناخته می‌شود، رهبری می‌شود. SDF همچنین شامل چندین شبه‌نظامی قومی و جناح‌های مختلف ارتش آزاد سوریه و بخشی از مخالفان سوریه است.
مخالفان SDF شامل نیروهای مختلف اسلام‌گرا، ملی‌گرای سوری و طرفدار ترکیه هستند که در جنگ داخلی شرکت دارند. دشمنان اصلی شامل شاخه‌های القاعده، دولت اسلامی عراق و شام (داعش)، ارتش ملی سوریه (TFSA)، نیروهای مسلح ترکیه و متحدان آنها هستند. تا سال ۱۳۹۸، SDF عمدتاً بر داعش متمرکز بود و با موفقیت آن‌ها را از مناطق استراتژیک مهم مانند الهول، شداده، سد تشرین، منبج، ثوره، سد طبقه، سد بعث و پایتخت سابق داعش، رقه، بیرون راند. در اسفند ۱۳۹۷، SDF اعلام کرد که شکست کامل داعش در سوریه با تصرف آخرین پایگاه در باغوز توسط SDF کامل شده است. از زمان شکست زمینی داعش، SDF به طور فزاینده‌ای درگیر مبارزه با TFSA و حضور ترکیه در شمال سوریه شده است.
نیرو‌های دموکراتیک سوریه (SDF) حدود ۲۵ تا ۳۰ درصد از خاک سوریه را تحت کنترل دارند که عمدتاً مناطق شمال شرقی رود فرات را شامل می‌شود.
به گزارش فایننشال تایمز، پس از پیروزی مجدد دونالد ترامپ و سقوط نظام جمهوری عربی سوریه، نیروهای دموکراتیک سوریه نگران قطع کمک های آمریکا شدند. رناد منصور، کارشناس امور غرب آسیا در اندیشکده «چتم‌هاوس» می‌گوید: «کردهای سوریه اکنون در وضعیتی بسیار خطرناک قرار دارند. آنها با پ‌ک‌ک ارتباط دارند و همین کردهای سوریه را وارد درگیری با ترکیه می‌کند. آنها در هیچ کجا واقعاً متحدی ندارند و به ایالات متحده وابسته هستند، اما آمریکا آن‌ها را به چشم یک ابزار می‌بیند. نگرانی آنها این است که ممکن است به‌عنوان مهره‌های بی‌مصرف دیده شوند.»